# Kleine Belterwijde
De Kleine Belterwijde is een meer in het noordwesten van de Nederlands provincie Overijssel.
De Kleine Belterwijde ligt nabij het dorp Belt-Schutsloot. De westzijde van het meer wordt gevormd door de Arembergergracht. Langs de overige zijden van het meer liggen campings met jachthaventjes. Via de Arembergracht staat het meer in verbinding met de Belter- en de Beulakerwijde. Aan de zuidzijde mondt de Schutsloot uit. Deze gracht loopt in oostelijke richting dwars door het dorp en verbindt het meer zowel met de Belterwijde als met de Schutsloterwijde.